# Coca-Cola Black Cherry Vanilla
Coca-Cola Black Cherry Vanilla – napój bezalkoholowy gazowany typu cola o smaku waniliowo-wiśniowym produkowany przez Coca-Cola Company. Pojawiła się w 2006 roku w Stanach Zjednoczonych po wycofaniu ze sprzedaży napoju Coca-Cola Vanilla. Z powodu niskiej sprzedaży już w 2007 roku została wycofana z rynku.
Obecnie, mimo iż ten wariant smakowy nie jest dostępny tradycyjną drogą sprzedaży, można go uzyskać za pomocą automatu Coca-Cola Freestyle.